# León Ribeiro
León Ribeiro (Montevideo, 11 de abril de 1854 - 12 de marzo de 1931) fue un pianista, músico y compositor uruguayo.

## Biografía
Sus padres fueron Luis Antonio Ribeiro y Belén Freire. Inició su formación con maestros de la época como Carmelo Calvo y Luis Sambucetti (padre) quienes desde pequeño vieron su innata capacidad y dedicación para el estudio de la música.
Su primera composición ejecutada en público, fue una Misa Solemne tocada el día de la Festividad de San Felipe y Santiago del año 1878 en la Iglesia Matriz. Fue el primer compositor de sinfonía y cuartetos del Uruguay. Además de su trabajo como pianista y compositor se destaca su labor pedagógica. Sus composiciones abarcan música sinfónica, música de cámara, música religiosa para canto y piano y para piano y óperas.
La obra más destacada fue la ópera Liropeya con argumento, basado en El Charrúa de Pedro Bermúdez (1855, drama histórico en verso)que fue estrenada el 28 de agosto de 1912 en el Teatro Solis.
En 1885 es nombrado Profesor de Armonía en el Conservatorio Musical La Lira, asumiendo luego la enseñanza del piano sucediendo a Juan Llovet. Fue nombrado director del Conservatorio, cargo que ostentó durante más de 25 años. donde además también creó la Orquesta de Becados del mismo
Una calle en Montevideo, Uruguay lo recuerda y conmemora

## Obras
- Liropeya (ópera en 3 actos)
- Don Ramiro (drama lírico)
- Nidia (ópera en 3 actos)
- Colón (alegoría melodramática en 1 acto) 1892
- Nora (ópera sobre libreto de Líbero Eridano)
- Yole (ópera sobre libreto de Lucillo Ambruzzi
- Harpago y Helena (ópera sobre libreto de Edgardo Ubaldo Genta[1]